# Коров'яківка
Коров'яківка (рос. Коровяковка) — село в Глушковському районі Курської області Російської Федерації.
Населення становить 522 особи. Входить до складу муніципального утворення Коров'яківська сільрада.

## Історія
Дата заснування - 1667 рік. 
Населений пункт розташований на території українського етнічного та культурного краю Східна Слобожанщина.
Від 2004 року входить до складу муніципального утворення Коров'яківська сільрада.

## Населення
| 2002 | 2010 |
| ---- | ---- |
| 703  | ↘522 |